# Ventisca (Marvel Comics)
Ventisca (Blizzard, en el original inglés) es el nombre de tres personajes ficticios que aparecen en los cómics publicados por Marvel Comics.
La versión original aparece por primera vez en Tales of Suspense #45, en septiembre de 1963, como un supervillano y actualmente se encuentra fallecido. La segunda versión aparece por primera vez en Iron Man #223, de octubre de 1987, mientras que la versión final aparece por primera vez en el Marvel Holiday Special, en 1992.

## Biografía del personaje ficticio

### Gregor Shapanka
Gregor Shapanka es un científico húngaro obsesionado con la inmortalidad, y decide que estudiar la criónica es el primer paso hacia su meta. Shapanka luego se une a la empresa Industrias Stark para financiar su investigación y, finalmente, intenta robar directamente de Tony Stark - secretamente el héroe Iron Man. Shapanka es capturado y despedido, pero, a raíz de un comentario hecho por Stark sobre los pies fríos, crea un traje que contiene los dispositivos de generación de frío, después de haber probado el proceso en un gato. Después de que Shapanka utiliza el traje para cometer robos, es apodado por los periódicos Jack Frost. A continuación, intenta asaltar Industrias Stark, pero es derrotado por Iron Man que lo detiene usando un generador de calor en miniatura.
Varios años más tarde, Shapanka regresa con un traje actualizado y utilizando el alias Ventisca. De nuevo intenta robar de Industrias Stark y vuelve a ser derrotado por Iron Man.
Poco después, Shapanka reconstruye su traje frío en la cárcel; pero cuando Electro usa sus poderes eléctricos para salir de la celda contigua, Shapanka es atrapado en la explosión y el traje se fusiona con su cuerpo. Electro y la Ventisca entonces unen sus fuerzas para hacerse con el Daily Bugle, pero son detenidos por Spider-Man y Daredevil. Algunos meses más tarde el genio criminal Justin Hammer contrata a la Ventisca para unirse a un ejército de supervillanos y combatir a Iron Man, que posteriormente supera a la Ventisca dos veces en cuestión de días. Shapanka brevemente reanuda su identidad de Jack Frost y combate al Hulk.
Algún tiempo más tarde la Ventisca intenta un robo a un banco, pero es frustrado por Spider-Man. Ventisca entonces confunde una versión malvada de Iron Man del año 2020 con el Iron Man moderno e intenta emboscarlo. El Iron Man del futuro, sin embargo, está en una misión urgente e inmediatamente mata a la Ventisca con un chorro repulsor.

### Randy Macklin
Randall "Randy" Macklin, un excriminal, no logra encontrar trabajo después de su liberación de la prisión y usa un traje Ventisca de repuesto que estaba salvaguardando para su amigo Donald Gill. Macklin, sin embargo, es rápidamente derrotado por Iron Man, quien le ofrece un trabajo legítimo en Empresas Stark.

## Poderes y habilidades
Los tres villanos tienen poderes similares que derivan de sus trajes. Las unidades criogénicas de microcircuito hacen posible emitir rayos congelantes que inmediatamente bajan la temperatura del aire circundante o los objetos y también liberan hielo como proyectil. El traje actual utilizado por Donny Gill ha sido actualizado por los supervillanos Escarabajo y el Fixer y permite una manipulación aún mayor del frío, ya que Gill puede encerrar personas en nieve y hielo, crear una barrera de hielo, o generar "trineos de hielo" para transportarse.
Durante un breve período de tiempo, una sobrecarga de energía de la batería de Shapanka al parecer le dio la habilidad psiónica de generar frío intenso y estatuas de hielo animadas sin ayudas artificiales.
Shapanka era un científico talentoso, con una considerable experiencia científica y habilidades de laboratorio, con un doctorado en bioquímica y física.

## En otros medios

### Televisión
- El Ventisca original aparece como "Jack Frost" en el segmento de Iron Man de la serie de televisión animada The Marvel Super Heroes.

- La versión de Gregor Shapanka de Ventisca aparece en Iron Man con la voz de Chuck McCann (aunque Neil Ross le dio voz en "La Bestia Interior"). Se le muestra como siervo del Mandarín junto a MODOK, Hypnotia, el Caballero Temible, Látigo Negro, Gárgola Gris, Láser Viviente, y Justin Hammer.

- Ventisca aparece en la primera temporada de Ultimate Spider-Man. En el episodio "El Terrible Doctor Doom", Ventisca está entre los villanos vistos en la base de datos de SHIELD. En el episodio "El vuelo de la Araña de Hierro" Spider-Man en su armadura de Araña de Hierro ayudó a luchar a Ventisca.

- Aparece en su encarnación de Donnie Gill (interpretado por Dylan Minnette) en la serie Agents of S.H.I.E.L.D., como un estudiante de la academia de S.H.I.E.L.D. que es reclutado forzosamente por HYDRA luego de que un experimento fallido le de la habilidad de controlar el hielo. Salto del barco por Skye, mientras su cuerpo se congela al caer en el agua. Skye más adelante le dice a Melinda May que las autoridades de Marruecos, todavía no han encontrado su cuerpo.
- La versión de Randy Macklin como Ventisca aparece en Spider-Man episodio "Spider-Man en el hielo", con la voz de Trevor Devall. Esta versión se representa como un secuaz de bajo nivel de Hammerhead que a menudo pronuncia mal su apellido. Macklin fue aprehendido por la policía debido a la interferencia inesperada de Peter Parker. Sin embargo, le dio un resbalón a la policía minutos más tarde (gracias a la ocultación de un diamante robado en la cartera de Peter) y sigue a Peter, donde Macklin adquiere un guante criogénico de Harry Osborn y usa la gema para encender el arma. Autodenominado Ventisca, Macklin ganó la pandilla de Hammerhead hasta que Spider-Man se involucró. En el corto tiempo acumulado, el guantelete aparentemente comienza a mutar a Macklin a medida que su poder aumenta y pone a Manhattan en una Era de Hielo. Con la ayuda de la tecnología térmica que adquirió de Harry, Spider-Man pudo someter a Ventisca, desarmarlo del Guante Cryogénico, y lo deja con la policía.

### Videojuegos
- La versión de Gregor Shapanka aparece como jefe en The Invincible Iron Man.
- La versión de Donnie Gill aparece como jefe de nivel en la operación especial #9, misión 2, en el juego para Facebook Marvel: Avengers Alliance.